# Makenzie Vega
Makenzie Vega  (Los Angeles, Califórnia, 10 de fevereiro de 1994) é uma atriz norte-americana.

## Filmografia
| Ano                 | Filme                          | Papel                    |
| ------------------- | ------------------------------ | ------------------------ |
| 1999                | Dr. Quinn, Medicine Woman      | 45                       |
| 2000                | The Family Man                 |                          |
| 2000- 2001          | The Geena Davis Show           | alice parker             |
| 2001                | Made                           | Chloe                    |
| 2004                | Saw                            | Diana Gordon             |
| 2004                | Chestnut: Hero of Central Park | Sal                      |
| 2005                | Sin City                       | Nancy Callahan           |
| 2006                | Just My Luck                   | luna marreire            |
| 2006                | X-Men: O Confronto Final       | Prison Truck Little Girl |
| 2006                | Justice                        | Mary Nicks               |
| 2007                | In the Land of Women           | Paige Hardwicke          |
| 2007                | Ghost Whisperer                | Becca Cahill (Guest)     |
| 2009                | ER                             | Vera (Guest)             |
| 2009-presente       | The Good Wife                  | Grace (Main Cast)        |
| rowspan=2           | 2014                           | The Assault              |
| Code Academy (film) |                                |                          |